# Speedway Ekstraliga (2016)
Speedway Ekstraliga 2016 (spons. PGE Ekstraliga) – szesnasty, od czasu uruchomienia Ekstraligi i 68. w historii, sezon rozgrywek najwyższego szczebla o drużynowe mistrzostwo Polski na żużlu. Tytułu mistrza Polski z sezonu 2015 broniła drużyna Fogo Unii Leszno. Do Ekstraligi zaproszony został ROW Rybnik.
Rozgrywki zainaugurowano 8 kwietnia, ostatni mecz rundy zasadniczej rozegrano 25 sierpnia. Runda play-off wystartowała 4 września, a rozstrzygnięcie finałów nastąpiło 25 września.
Runda zasadnicza zakończyła się zwycięstwem Stali Gorzów Wielkopolski. Awans do półfinałów uzyskały także: Ekantor.pl Falubaz Zielona Góra, Get Well Toruń oraz Betard Sparta Wrocław. Obrońcy tytułu z Leszna zajęli przedostatnie – siódme miejsce. Ze Speedway Ekstraligą pożegnała się Unia Tarnów. Zespół z Tarnowa w najwyższej klasie rozgrywkowej występował od sezonu 2010. W 2012 sięgnęli po mistrzostwo, a w ostatnich trzech latach kończyli rozgrywki z brązowym medalem. 
W wielkim finale Stal Gorzów Wielkopolski pokonała w dwumeczu Get Well Toruń 92–88 i zdobyła 9. tytuł Drużynowych Mistrzów Polski (2. w erze Speedway Ekstraligi). Trzecie miejsce i brązowe medale przypadły Ekantor.pl Falubazowi Zielona Góra. 
W rozegranych 28 sierpnia w Gdańsku Indywidualnych Międzynarodowych Mistrzostwach Ekstraligi zwyciężył Krystian Pieszczek.

## Zespoły
W rozgrywkach wzięło udział osiem zespołów. Siedem z nich rywalizowało w poprzedniej edycji Speedway Ekstraligi. Stal Betad Leasing Rzeszów, która w ubiegłym sezonie zajęła 7. miejsce i wygrała baraż o utrzymanie z pierwszoligową TŻ Ostrovią Ostrów Wlkp., z przyczyn finansowych nie mogła wystartować w najwyższej klasie rozgrywkowej. W miejsce Rzeszowian zaproszono MrGarden GKM Grudziądz (drużyna z Grudziądza zakończyła zeszłoroczne rozgrywki na ostatnim miejscu). SK Lokomotīve Dyneburg zwyciężył w zeszłorocznym finale I ligi, lecz ze względów regulaminowych klub z Łotwy nie mógł przystąpić do Speedway Ekstraligi. W związku z tym do rywalizacji na najwyższym szczeblu zaproszono drugą drużynę I ligi – TŻ Ostrovię. Ostrowianie odmówili jednak udziału, tłumacząc się kwestiami finansowymi. Następnym klubem w kolejności był ROW Rybnik. Rybniczanie przyjęli zaproszenie i uzupełnili skład Ekstraligi. Zespół ze Śląska po raz ostatni startował w najwyższej klasie rozgrywkowej w 2006 roku.

### Stadiony i lokalizacje
| Klub                            | Poprzedni sezon | Stadion                      | Pojemność |
| ------------------------------- | --------------- | ---------------------------- | --------- |
| Fogo Unia Leszno                | 1. miejsce      | Stadion im. Alfreda Smoczyka | 25 000    |
| Betard Sparta Wrocław           | 2. miejsce      | Stadion Olimpijski           | 35 000    |
| Unia Tarnów                     | 3. miejsce      | Stadion Miejski              | 14 790    |
| Get Well Toruń                  | 4. miejsce      | Motoarena Toruń              | 15 500    |
| Ekantor.pl Falubaz Zielona Góra | 5. miejsce      | Stadion Miejski              | 14 000    |
| Stal Gorzów                     | 6. miejsce      | Stadion im. Edwarda Jancarza | 15 024    |
| MRGARDEN GKM Grudziądz          | 8. miejsce      | Stadion Miejski              | 8000      |
| ROW Rybnik                      | Beniaminek      | Stadion Miejski              | 10 304    |

## Rozgrywki

### Runda zasadnicza

#### Tabela ligowa
| Poz. | Drużyna                         | M  | Z  | R | P  | B | Pkt | +/-  | Kwalifikacja lub spadek |
| ---- | ------------------------------- | -- | -- | - | -- | - | --- | ---- | ----------------------- |
| 1    | Stal Gorzów Wielkopolski (M)    | 14 | 10 | 1 | 3  | 6 | 27  | +111 | Awans do Play-off       |
| 2    | Ekantor.pl Falubaz Zielona Góra | 14 | 10 | 1 | 3  | 6 | 27  | +101 | Awans do Play-off       |
| 3    | Get Well Toruń                  | 14 | 9  | 0 | 5  | 4 | 22  | +78  | Awans do Play-off       |
| 4    | Betard Sparta Wrocław           | 14 | 7  | 1 | 6  | 2 | 17  | +26  | Awans do Play-off       |
| 5    | MrGarden GKM Grudziądz          | 14 | 7  | 0 | 7  | 2 | 16  | −18  |                         |
| 6    | ROW Rybnik                      | 14 | 4  | 1 | 9  | 3 | 12  | −59  |                         |
| 7    | Fogo Unia Leszno                | 14 | 3  | 2 | 9  | 2 | 10  | −72  |                         |
| 8    | Unia Tarnów (S)                 | 14 | 3  | 0 | 11 | 1 | 7   | −167 | Spadek do PLŻ. 1        |

1. 1 2  W bezpośrednim pojedynku Stal 90 – 90 Falubaz. Decydujący jest bilans punktów biegowych.

#### Terminarz i wyniki
| → GOŚCIE → ↓ GOSPODARZE ↓       | Leszno | Wrocław | Tarnów | Toruń | Zielona Góra | Gorzów | Rybnik | Grudziądz |
| FOGO Unia Leszno                | x      | 43-47   | 52-38  | 50-40 | 45-45        | 42-48  | 45-45  | 55-35     |
| Betard Sparta Wrocław           | 58-32  | x       | 59-31  | 48-42 | 44-46        | 45-45  | 51-39  | 47-43     |
| Unia Tarnów                     | 48-42  | 41-49   | x      | 31-58 | 39-51        | 42-48  | 50-40  | 47-43     |
| Get Well Toruń                  | 48-41  | 60-30   | 48-42  | x     | 51-39        | 50-40  | 56-34  | 59-31     |
| Ekantor.pl Falubaz Zielona Góra | 50-40  | 48-42   | 59-31  | 53-37 | x            | 44-46  | 46-43  | 55-35     |
| Stal Gorzów                     | 53-37  | 48-42   | 59-31  | 62-28 | 44-46        | x      | 53-36  | 56-34     |
| ROW Rybnik                      | 54-35  | 53-38   | 48-42  | 38-52 | 36-54        | 43-47  | x      | 55-35     |
| GKM Grudziądz                   | 56-34  | 47-43   | 57-33  | 51-39 | 46-44        | 54-36  | 54-36  | x         |

### Play-Off
|  |           |                                 |                |                |           |    |                          |                          |       |       |       |       |
|  | Półfinały | Półfinały                       | Półfinały      | Półfinały      | Półfinały |    |                          | Finał                    | Finał | Finał | Finał | Finał |
|  | Półfinały | Półfinały                       | Półfinały      | Półfinały      | Półfinały |    |                          | Finał                    | Finał | Finał | Finał | Finał |
|  |           |                                 |                |                |           |    |                          |                          |       |       |       |       |
|  |           |                                 |                |                |           |    |                          |                          |       |       |       |       |
|  | 1.        | Stal Gorzów Wielkopolski        | 49             | 56             |           |    |                          |                          |       |       |       |       |
|  | 1.        | Stal Gorzów Wielkopolski        | 49             | 56             |           |    |                          |                          |       |       |       |       |
|  | 4.        | Betard Sparta Wrocław           | 29             | 33             |           |    |                          |                          |       |       |       |       |
|  | 4.        | Betard Sparta Wrocław           | 29             | 33             |           |    | Stal Gorzów Wielkopolski | Stal Gorzów Wielkopolski | 41    | 51    |       |       |
|  |           |                                 |                |                |           |    | Stal Gorzów Wielkopolski | Stal Gorzów Wielkopolski | 41    | 51    |       |       |
|  |           |                                 | Get Well Toruń | Get Well Toruń | 49        | 39 |                          |                          |       |       |       |       |
|  | 2.        | Ekantor.pl Falubaz Zielona Góra | Get Well Toruń | Get Well Toruń | 49        | 39 | 40                       | 47                       |       |       |       |       |
|  | 2.        | Ekantor.pl Falubaz Zielona Góra |                |                |           |    |                          |                          |       |       |       |       |
|  | 3.        | Get Well Toruń                  | 50             | 43             |           |    |                          |                          |       |       |       |       |
|  | 3.        | Get Well Toruń                  | 50             | 43             |           |    |                          |                          |       |       |       |       |
|  |           |                                 |                |                |           |    |                          |                          |       |       |       |       |

### Końcowa klasyfikacja
| Speedway Ekstraliga 2016 | Speedway Ekstraliga 2016                                    |
| ------------------------ | ----------------------------------------------------------- |
|                          | Stal Gorzów Wielkopolski Drużynowy Mistrz Polski (9. tytuł) |
|                          | Get Well Toruń                                              |
|                          | Ekantor.pl Falubaz Zielona Góra                             |
| 4.                       | Betard Sparta Wrocław                                       |
| 5.                       | MrGarden GKM Grudziądz                                      |
| 6.                       | ROW Rybnik                                                  |
| 7.                       | Fogo Unia Leszno                                            |
| 8.                       | Unia Tarnów Spadek do 1. Ligi żużlowej                      |